# جام حذفی فوتبال هنگ کنگ
جام حذفی فوتبال هنگ کنگ (انگلیسی: Hong Kong FA Cup) جام حذفی فوتبال کشور هنگ کنگ است. این رقابت‌ها از سال ۱۹۷۴ میلادی توسط اتحادیه فوتبال هنگ کنگ تا اکنون برگزار میشود. پیش از آن، این جام با نام «جام جوبیل طلایی» شناخته می‌شد.